# Raúl Ojeda Achiaga
Raúl Ojeda (Vitòria, 24 d'octubre de 1970) és un exfutbolista basc, que jugava com a porter.

## Trajectòria
Va començar a destacar a les files de la UE Lleida, arribant al primer equip als 19 anys. A la campanya 90/91 va passar pel CF Balaguer. Va ser el porter suplent de Mauro Ravnic en els seus tres primers anys a Segona i en la temporada 93/94, la qual els lleidatans jugaren a la màxima categoria (Raúl actuà en dos partits).
De nou a Segona, i amb Ravnic retirat, pareixia que era la seua oportunitat, però el fitxatge d'Emili Isierte li va tancar les portes. Suplent, amb prou feines va jugar entre el 94 i el 97, mentre que la primera meitat de la temporada 96/97 va anar cedit al Gavà.
La campanya 97/98 fou l'única en la qual va gaudir de la titularitat a la porteria catalana: va disputar 35 partits de lliga. A la següent encara en jugaria 16 més. Suplent de nou, va romandre fins a la temporada 00/01 a Lleida, sent el porter reserva per excel·lència de tota la dècada dels 90.
Posteriorment, va militar a l'Elx CF (01/02), i la següent va jugar en el modest Raith Rovers escocès abans de penjar les botes el 2003.
Després de la seua retirada, forma part del cos tècnic i directiu de la SD Huesca, tant en el càrrec d'entrenador com el de gerent.